# Adolph Müller
Adolph Müller (* 18. September 1852 in Sachsenberg; † 13. Oktober 1928 in Berlin) war ein deutscher Unternehmer. Er begründete im Jahr 1887 die erste industrielle Akkumulatorenfertigung Deutschlands in Hagen.

## Leben
Adolph Müller war gelernter Kaufmann und widmete sich schon früh im Selbststudium den neuen Techniken des 19. Jahrhunderts, wie sie sich besonders aus der Elektrizitätsanwendung ergaben. Mitte der 1880er-Jahre arbeitete er bei der elektrotechnischen Fabrik Spiecker & Co in Köln.
1885 erhielt Müller durch den Elektriker Nikolaus Schalkenbach aus Trier, der mit den Gebrüdern Hubert und Henri Tudor zusammenarbeitete, einen Hinweis auf den störungsfreien Betrieb der Tudor-Akkumulatoren im luxemburgischen Rosport. Müller war beeindruckt von der flackerfreien Beleuchtung, die durch die Verwendung der Tudor-Akkumulatoren erzielt wurde. Zusammen mit Henri Tudor vereinbarte er, die Stadt Echternach im Jahr 1886 als erste Stadt mit einer elektrischen Beleuchtungszentrale auszustatten, und dann in Deutschland mit der Einführung von in Rosport erzeugten Akkumulatoren zu beginnen.
Bestärkt durch den Fabrikanten Wilhelm Post und unterstützt durch Geldgeber im engsten Freundeskreis, gründete Müller im Dezember 1887 in Hagen die Firma Büsche & Müller. Dazu erwarb er von dem Hagener Textilfabrikanten Hermann Harkort ein altes Hammerwerk in Hagen-Wehringhausen und ließ es umrüsten. Im Januar 1888 begann er dort als erster in Deutschland mit der industriellen Fertigung von Bleiakkumulatoren, mit neun Monteuren, 40 Arbeitern und Angestellten.
Ein Jahr später trat an die Stelle von Paul Büsche der Techniker Johannes Einbeck, der als Privatdozent an der Technischen Hochschule Charlottenburg arbeitete, so dass die Firma jetzt unter dem Namen Accumulatoren-Fabrik Tudorschen Systems Müller & Einbeck firmierte.
1890 wurde Müller & Einbeck durch maßgebliche Beteiligung der beiden Berliner Elektrokonzerne Siemens & Halske und AEG (Allgemeine Elektricitäts-Gesellschaft) sowie vor allem der Deutschen Bank in die Accumulatoren Fabrik Aktiengesellschaft Berlin-Hagen (AFA) umgewandelt, die im 20. Jahrhundert in der Bundesrepublik unter dem Namen VARTA und in der DDR unter dem Namen BAE bekannt wurde.
Im Jahr 1891 fuhr in Halle (Saale) die erste elektrische Straßenbahn mit dem Akkumulatorenantrieb, 1895 auch in Müllers Heimatstadt Hagen. 1893 brachte Müller aus den USA das Elektromobil Baker-Runabout mit und versuchte vergeblich, deutsche Wagenbaufirmen zum Nachbau anzuregen. 1903 gründete Müller in Berlin das Elektrodroschken-Unternehmen Bedag (Berliner-Elektro-Droschken-Aktien-Gesellschaft), jedoch ohne den erwarteten Erfolg.